# Alberto Aza Arias
Alberto Aza Arias (* 23. März 1937 in Tétouan) ist ein spanischer Laufbahndiplomat.

## Leben
Seine Eltern kamen aus Asturien. Er schloss als Bachelor der Rechtswissenschaft und der Kunst an der Universität Oviedo ab. 1965 trat er in den spanischen diplomatischen Dienst und wurde Botschaftssekretär in Libreville (Gabun). Am 5. Juni 1967 wurde er in Algier akkreditiert.
Von 1972 bis 1975 war er in Rom akkreditiert. Von 1975 bis 1977 war er im Außenministerium in der Nahost-Abteilung beschäftigt. 1977 wurde er stellvertretender Leiter des Oficina de Información Diplomática (Pressestelle des Außenministeriums). Als solcher war er mit Protokoll beschäftigt, repräsentierte das Königreich Spanien bei der Krönung von Jean-Bédel Bokassa und lernte Juan Carlos kennen. Von 1977 bis 1981 war er Direktor des Regierungskabinetts von Adolfo Suárez im Moncloa-Palast.
Als Suárez im Februar 1981 seinen Rücktritt einreichte, wurde Aza in Huelva Parlamentskandidat für das Centro Democrático y Social. Ab März 1981 war er wieder im Außenministerium beschäftigt, wo er ab 1983 Generaldirektor der Iberoamerika Abteilung war. Kurz darauf war er Botschaftsrat an der spanischen Botschaft in Lissabon.
1985 wurde er ständiger Beobachter der spanischen Regierung bei der Organisation Amerikanischer Staaten. Von 1989 bis 1990 war er spanischer Botschafter für Belize in Washington. 1990 wurde er spanischer Botschafter in Mexiko-Stadt. Vom 18. Dezember 1992 bis 1999 war er Ambassador to the Court of St James’s.
Von 2000 bis 2002 leitete er das Oficina de Información Diplomática. Im September 2002 wurde er Generalsekretär am  Casa de Su Majestad el Rey und löste Fernando Almansa ab.